# Son of Paleface
Son of Paleface (Brasil: O Filho do Treme - Treme / Portugal: O Filho do Valentão) é um filme estadunidense de 1952, do gênero faroeste cômico, dirigido por Frank Tashlin e estrelado por Bob Hope, Jane Russell e Roy Rogers.
Esta sequência de The Paleface, ainda que seja vista pelo historiador John Douglas Eames como "um pouquinho mais pálida que o original",  é, em geral, considerada superior à produção de 1948, em virtude, principalmente, da presença no elenco do Rei dos Cowboys Roy Rogers e da direção de Frank Tashlin. Único animador de Hollywood a tornar-se roteirista e diretor de longas-metragens com personagens de carne e osso, Tashlin imprime um ritmo frenético ao filme, com rápidas piadas visuais e cenas memoráveis, como aquela em que Hope e Trigger, o cavalo de Rogers, dividem a mesma cama.
O trio central interpreta diversas canções novas de Jay Livingston e Ray Evans, assim como de outros compositores. Uma delas, Am I in Love, de Jack Brooks, foi indicada para o Oscar de Melhor Canção. Os três também reprisam Buttons and Bows, que dera a The Paleface sua única estatueta.
Segundo o historiador Ken Wlaschin, o filme é um dos dez melhores das carreiras tanto de Jane Russell quanto de Roy Rogers.

## Sinopse
Junior Potter, um almofadinha diplomado pela Harvard, segue para o Velho Oeste com o intuito de reclamar a herança em ouro deixada pelo pai, um pistoleiro agora morto. Surpreso, ele descobre que herdou apenas dívidas e, para acalmar os credores, garante-lhes que seu velho escondeu um tesouro nas montanhas. Entra em cena a quadrilha chefiada por The Torch, um bandido mascarado que nada mais é senão Mike Delroy, a dona do saloon amada por Junior. Mike também está na mira de Roy Barton, um agente federal disfarçado disposto a tudo para desbaratar o bando que tem aterrorizado a região.

## Elenco
| Ator/Atriz         | Personagem              |
| ------------------ | ----------------------- |
| Bob Hope           | Junior Potter           |
| Jane Russell       | Mike Delroy / The Torch |
| Roy Rogers         | Roy Barton              |
| Bill Williams      | Kirk                    |
| Lloyd Corrigan     | Doc Lovejoy             |
| Paul E. Burns      | Ebenezer Hawkins        |
| Douglass Dumbrille | Xerife McIntyre         |
| Harry von Zell     | Stone, o banqueiro      |
| Iron Eyes Cody     | Chefe Nuvem Amarela     |

## Principais premiações
| Prêmio | Categoria     | Situação |
| ------ | ------------- | -------- |
| Oscar  | Melhor Canção | Indicado |